# آیومرین بی‌ام-۱
آیومرین بی‌ام-۱ (به انگلیسی: Aeromarine_BM-1) یک هواگرد ملخ‌پیشین تک‌موتوره از نوع هواگرد پستی ساخت شرکت آیرومرین است. در مجموع، تعداد صفر فروند از این هواگرد ساخته شده‌است.
طراح این هواگرد، بوریس کروین بود.